# Courtney Stott
Courtney Laura Stott (Ajax, 11 de mayo de 1992) es una deportista canadiense que compite en piragüismo en la modalidad de aguas tranquilas. En los Juegos Panamericanos de 2023 obtuvo dos medallas, plata en K4 500 m y bronce en K2 500 m.

## Palmarés internacional
| Juegos Panamericanos | Juegos Panamericanos | Juegos Panamericanos | Juegos Panamericanos |
| Año                  | Lugar                | Medalla              | Competición          |
| -------------------- | -------------------- | -------------------- | -------------------- |
| 2023                 | Santiago (Chile)     | Medalla de plata     | K4 500 m             |
| 2023                 | Santiago (Chile)     | Medalla de bronce    | K2 500 m             |